# Lista över olympiska guldmedaljörer i längdhopp
Detta är en lista över guldmedaljörer i längdhopp för herrar vid olympiska sommarspel.
- 1896 i Aten: Ellery Clark, USA – 6,35
- 1900 i Paris: Alvin Kraenzlein, USA – 7,19
- 1904 i S:t Louis: Meyer Prinstein, USA – 7,34
- 1906 i Aten: Meyer Prinstein, USA – 7,20
- 1908 i London: Frank Irons, USA – 7,48
- 1912 i Stockholm: Albert Gutterson, USA – 7,60
- 1920 i Antwerpen: William Pettersson-Björneman, Sverige – 7,15
- 1924 i Paris: William de Hart Hubbard, USA – 7,44
- 1928 i Amsterdam: Edward Hamm, USA – 7,73
- 1932 i Los Angeles: Edward Gordon, USA – 7,64
- 1936 i Berlin: Jesse Owens, USA – 8,06
- 1948 i London: Willie Steele, USA – 7,82
- 1952 i Helsingfors: Jerome Biffle, USA – 7,57
- 1956 i Melbourne: Gregory Bell, USA – 7,83
- 1960 i Rom: Ralph Boston, USA – 8,12
- 1964 i Tokyo: Lynn Davies, Storbritannien – 8,07
- 1968 i Mexico City: Bob Beamon, USA – 8,90
- 1972 i München: Randy Williams, USA – 8,24
- 1976 i Montréal: Arnie Robinson, USA – 8,35
- 1980 i Moskva: Lutz Dombrowski, DDR – 8,54
- 1984 i Los Angeles: Carl Lewis, USA – 8,54
- 1988 i Seoul: Carl Lewis, USA – 8,72
- 1992 i Barcelona: Carl Lewis, USA – 8,67
- 1996 i Atlanta: Carl Lewis, USA – 8,50
- 2000 i Sydney: Ivan Pedroso, Kuba – 8,55
- 2004 i Aten: Dwight Phillips, USA – 8,59
- 2008 i Peking: Irving Saladino, Panama – 8,34
- 2012 i London: Greg Rutherford, Storbritannien – 8,31
- 2016 i Rio de Janeiro: Jeff Henderson, USA – 8,38
- 2020 i Tokyo: Miltiadis Tentoglou, Grekland – 8,41